# Jonas Rutsch
Jonas Rutsch (Erbach, 24 de enero de 1998) es un ciclista profesional alemán que compite con el equipo Intermarché-Wanty.

## Trayectoria
Debutó como profesional en 2017 con el equipo alemán del Team Lotto-Kern Haus. El 31 de marzo de 2019 logró su primera victoria como profesional al vencer con la selección alemana la Gante-Wevelgem sub-23, prueba perteneciente a la Copa de las Naciones UCI. Tres meses después se hizo oficial su salto al WorldTour en 2020 tras firmar con el EF Education First. Allí estuvo cinco años, siendo un undécimo puesto en la París-Roubaix 2021 uno de sus resultados más destacados, y en 2025 fichó por el Intermarché-Wanty.

## Palmarés
2019
- Gante-Wevelgem sub-23

## Resultados en Grandes Vueltas y Campeonatos del Mundo
| Carrera         | Carrera         | 2017 | 2018 | 2019 | 2020 | 2021 | 2022 | 2023 | 2024 | 2025  |
| --------------- | --------------- | ---- | ---- | ---- | ---- | ---- | ---- | ---- | ---- | ----- |
|                 | Giro de Italia  | —    | —    | —    | —    | —    | —    | —    | —    | —     |
|                 | Tour de Francia | —    | —    | —    | —    | 55.º | 93.º | —    | —    | 128.º |
|                 | Vuelta a España | —    | —    | —    | —    | —    | —    | —    | —    | —     |
| Mundial en Ruta | Mundial en Ruta | —    | —    | —    | —    | —    | —    | 41.º | —    | —     |

—: no participa

Ab.: abandono

## Equipos
- Team Lotto-Kern Haus (2017-2019)
- EF Edcuation First (2020-2024)
  - EF Pro Cycling (2020)
  - EF Education-NIPPO (2021)
  - EF Education-EasyPost (2022-2024)
- Intermarché-Wanty (2025-)